# Zeekraal
Zeekraal (Salicornia) is een geslacht van zoutverdragende succulenten uit de amarantenfamilie (Amaranthaceae). De planten groeien in zoutmoerassen, op stranden en tussen mangroven. De soorten komen vooral van nature voor in gematigde tot subtropische gebieden in de Verenigde Staten, Europa en Azië.
De soorten zijn  meestal minder dan 30 cm hoog. De bladeren zijn klein en schubachtig waardoor de plant bladloos kan lijken. Veel soorten zijn groen, maar verkleuren rood in de herfst.
De tweeslachtige bloemen worden door de wind bestoven, en de vruchten bevatten een enkel zaadje.
Zeekraal kan tegen onderdompeling in zout water. Gekookt of rauw is het eetbaar. Na het koken lijkt het qua kleur op zeewier. De smaak en structuur lijken op jonge spinaziestengels. 

## Soorten in de Benelux
In de Benelux komen de volgende soorten voor:
- Roodachtige zeekraal (Salicornia europaea)
  - Kortarige zeekraal (Salicornia europaea subsp. europaea))
  - Eenbloemige zeekraal (Salicornia europaea subsp. disarticulata)
- Langarige zeekraal (Salicornia procumbens subsp. procumbens)

## Soorten
- Salicornia alpini Lag.
- Salicornia ambigua Michx.
- Salicornia andina Phil.
- Salicornia bigelovii Torr.
- Salicornia blackiana Ulbr.
- Salicornia brachiata Roxb.
- Salicornia capensis (Moss) Piirainen & G.Kadereit
- Salicornia crassispica G.L.Chu
- Salicornia cuscoensis Gutte & G.K.Müll. ex Freitag, M.Á.Alonso & M.B.Crespo
- Salicornia decumbens (Toelken) Piirainen & G.Kadereit
- Salicornia decussata (S.Steffen, Mucina & G.Kadereit) Piirainen & G.Kadereit
- Salicornia disarticulata Moss - Eenbloemige zeekraal
- Salicornia dunensis (Moss ex Adamson) Piirainen & G.Kadereit
- Salicornia erectispica G.L.Chu
- Salicornia europaea L. - Roodachtige zeekraal
- Salicornia fruticosa (L.) L.
- Salicornia globosa (Paul G.Wilson) Piirainen & G.Kadereit
- Salicornia helmutii Piirainen & G.Kadereit
- Salicornia hispanica (Fuente, Rufo & Sánchez Mata) Piirainen & G.Kadereit
- Salicornia lagascae (Fuente, Rufo & Sánchez Mata) Piirainen & G.Kadereit
- Salicornia littorea (Moss) Piirainen & G.Kadereit
- Salicornia magellanica Phil.
- Salicornia maritima S.L.Wolff & Jefferies
- Salicornia meyeriana Moss
- Salicornia mossambicensis (Brenan) Piirainen & G.Kadereit
- Salicornia mossiana (Toelken) Piirainen & G.Kadereit
- Salicornia natalensis Bunge ex Ung.-Sternb.
- Salicornia neei Lag.
- Salicornia nitens P.W.Ball & Tutin
- Salicornia obclavata (Yaprak) Piirainen & G.Kadereit
- Salicornia obscura P.W.Ball & Tutin - Kortarige zeekraal
- Salicornia pachystachya Bunge ex Ung.-Sternb.
- Salicornia pacifica Standl.
- Salicornia perennans Willd.
- Salicornia perennis Mill.
- Salicornia perrieri A.Chev.
- Salicornia persica Akhani
- Salicornia perspolitana Akhani
- Salicornia praecox A.Chev.
- Salicornia procumbens Sm. - Langarige zeekraal
- Salicornia pruinosa (Fuente, Rufo & Sánchez Mata) Piirainen & G.Kadereit
- Salicornia pulvinata R.E.Fr.
- Salicornia quinqueflora Bunge ex Ung.-Sternb.
- Salicornia rubra A.Nelson
- Salicornia senegalensis A.Chev.
- Salicornia sinus-persica Akhani
- Salicornia tegetaria (S.Steffen, Mucina & G.Kadereit) Piirainen & G.Kadereit
- Salicornia terminalis (Toelken) Piirainen & G.Kadereit
- Salicornia uniflora Toelken
- Salicornia utahensis Tidestr.
- Salicornia virginica L.
- Salicornia xerophila (Toelken) Piirainen & G.Kadereit

## Hybriden
- Salicornia × marshallii (Lambinon & Vanderp.) Stace

## Ecologische aspecten
De planten in dit geslacht zijn waardplant voor Coleophora atriplicis, Coleophora salicorniae en Gynnidomorpha vectisana.